# Thiên hà Mắt
Thiên hà Mắt (NGC 4435-NGC 4438, hay Arp 120) là một cặp hai thiên hà NGC 4435 và NGC 4438 nằm cách chòm sao Thất Nữ 52 triệu năm ánh sáng. Tên thiên hà được đặt dựa theo cấu trúc vòng của nó.

## NGC 4435
NGC 4435 là một thiên hà hình hạt đậu có thanh ngang với các ngôi sao tương đối trẻ (khoảng 190 triệu năm tuổi) nằm ở khu vực trung tâm thiên hà. Các ngôi sao này có thể được tạo ra từ sự tương tác với thiên hà NGC 4438. Đuôi dài của nó có thể được tạo thành bởi tương tác với thiên hà NGC 4438.

## NGC 4438
NGC 4438 là một thiên hà tương tác gây tò mò nhất ở cụm sao Thất Nữ bởi vì chúng ta chưa rõ cơ chế năng lượng bao quanh nó đã đốt nóng nguồn nguyên tử; cơ chế năng lượng này có thể là do một vùng starburst tạo nên hoặc là do một lỗ đen tạo ra. Hai giả thuyết này đang được làm rõ.
Thiên hà này có dạng đĩa bị biến dạng cùng với đuôi thủy triều dài bởi vì thiên hà này tương tác với các thiên hà khác. Điều này giải thích tại sao nó được phân vào loại thiên hà hình hạt đậu hoặc thiên hà xoáy.

## Trong phim ảnh
Trong bộ phim Hố đen tử thần Interstellar phát hành năm 2014, "NGC 4438" và dữ liệu quan sát chi tiết xuất hiện trong bảng ghi chú của Murphy Cooper. Bởi vì sự tồn tại của lỗi đen siêu trọng lượng ở NGC 4438, thiên hà này có thể được tiếp cận nhờ vào lỗ sâu đụt.

## Thư viện ảnh

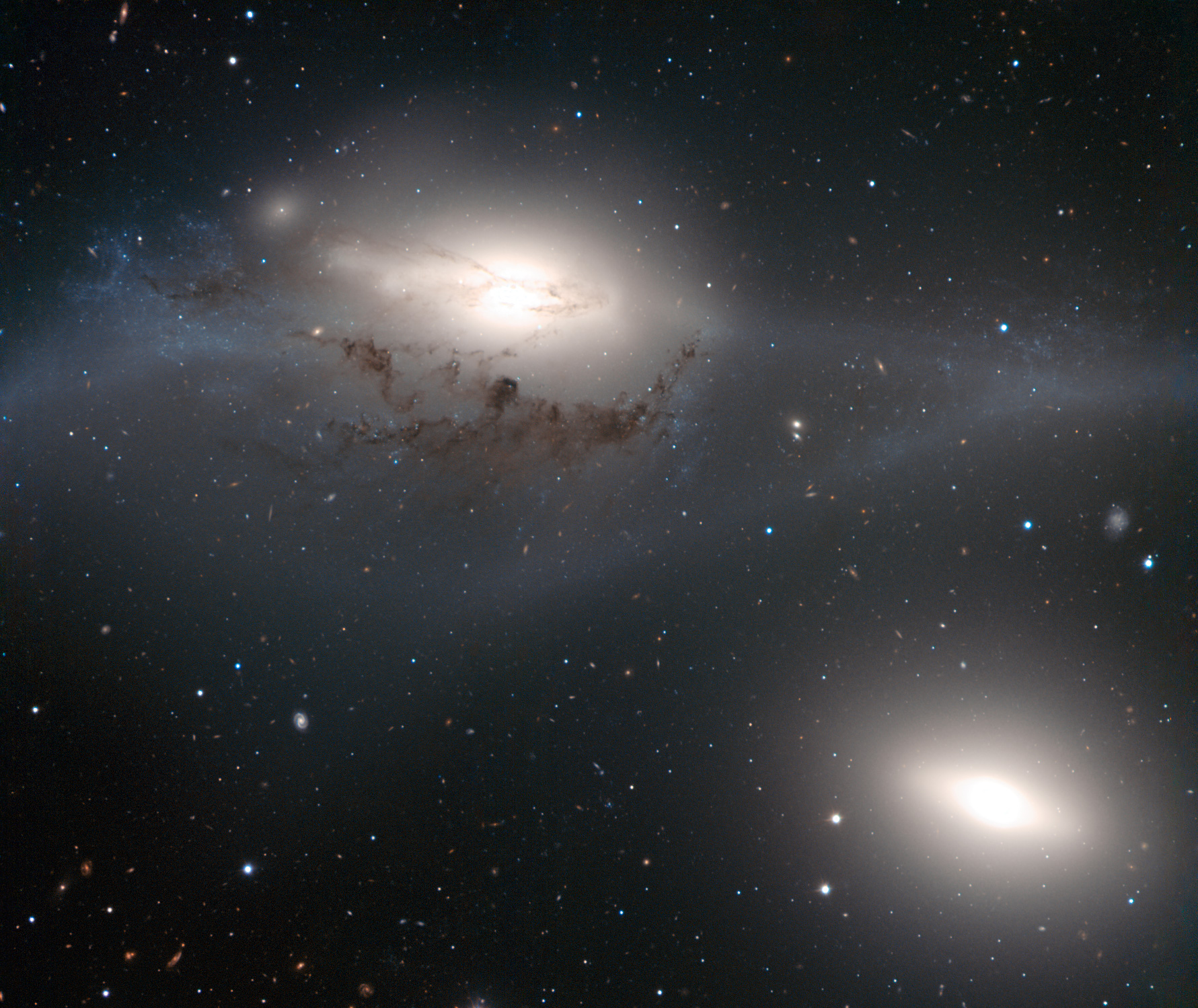
Image taken with the FORS2 instrument on the ESO's Very Large Telescope.
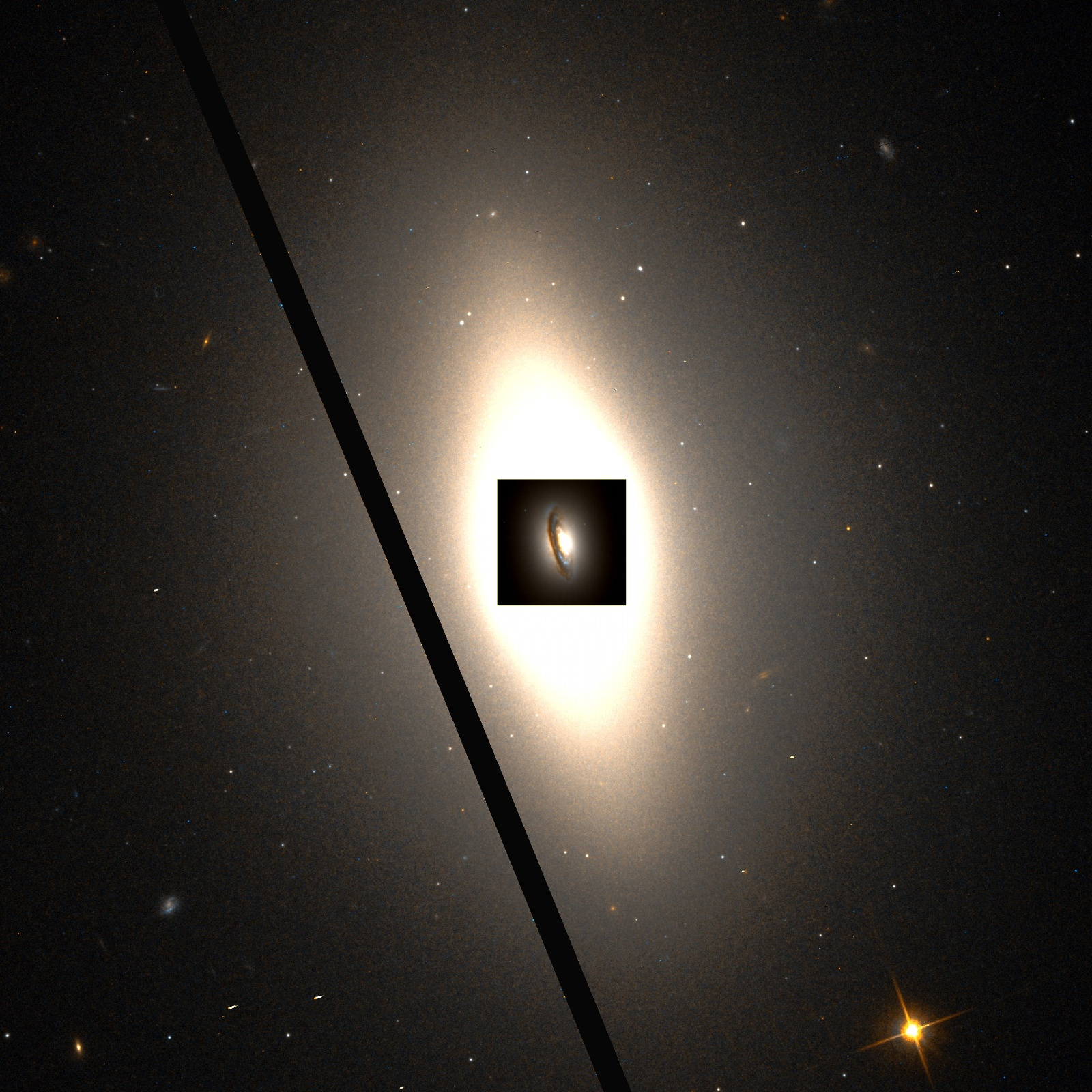
NGC 4435 and dust ring around its nucleus by HST, 1.8′ view
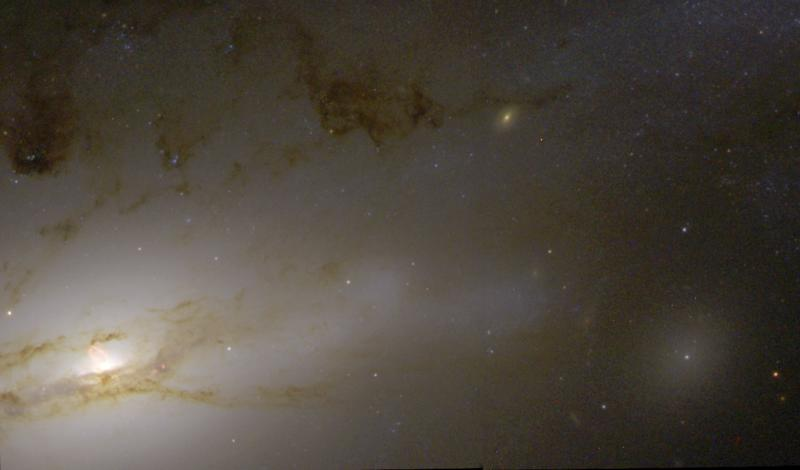
Hubble Space Telescope (HST) image of NGC 4438.
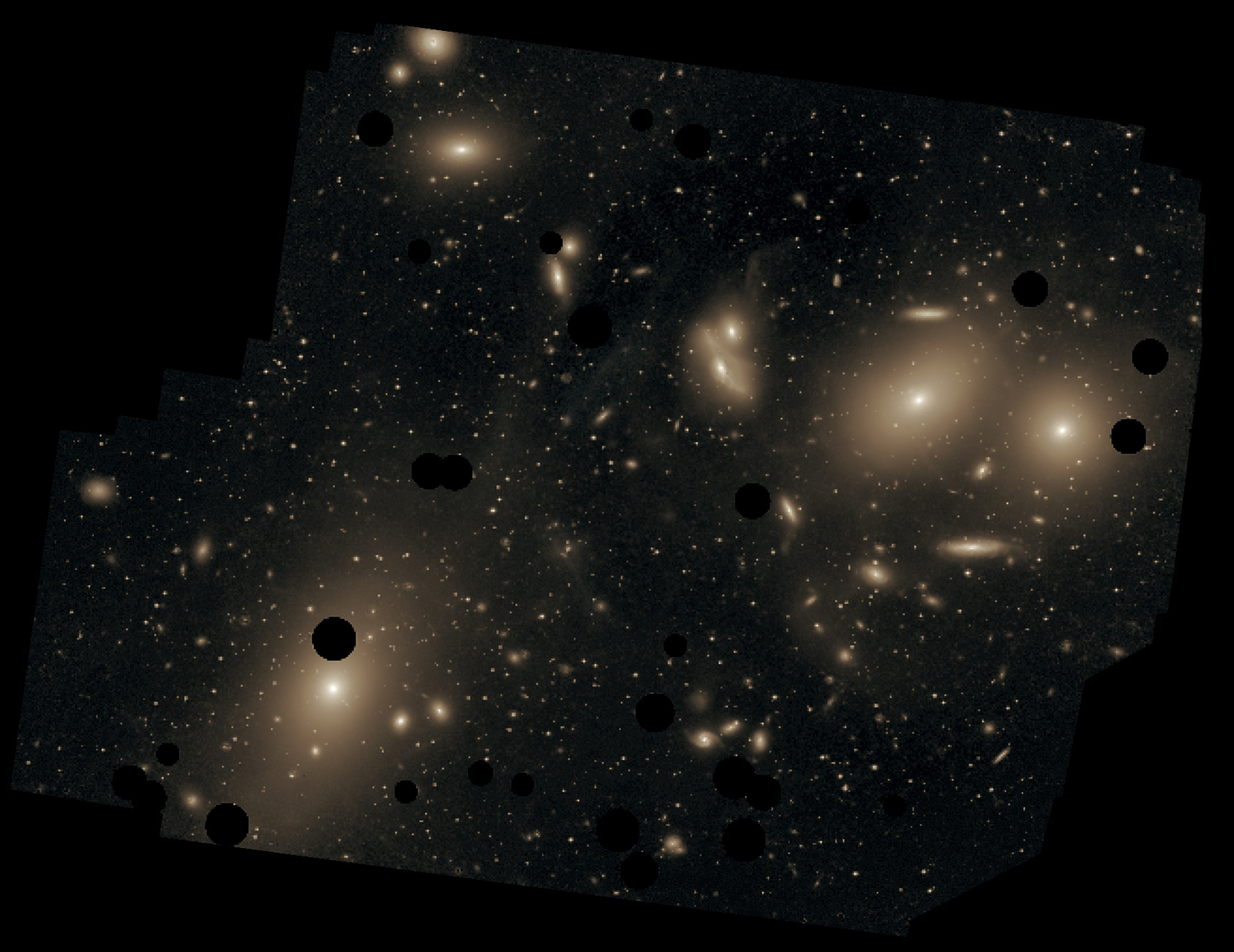
The Virgo Cluster of galaxies (Burrell Schmidt telescope)
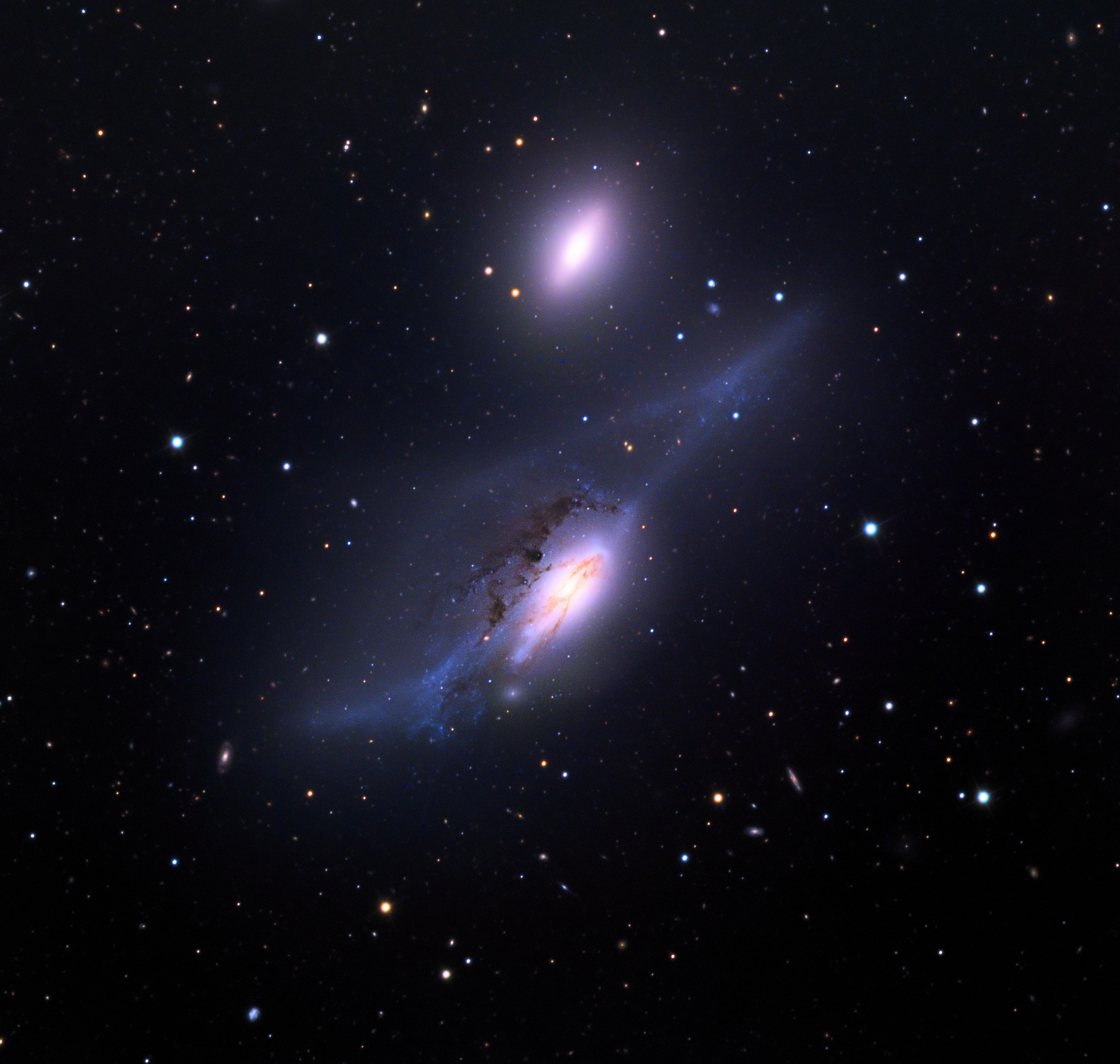
NGC 4438 and NGC 4435 interacting galaxies.  32 inch Schulman telescope on Mt. Lemmon, AZ.